# Перезапуск
Перезапуск (rerun, restart) — повторний запуск програми або системи — рестарт.

## Аварійний перезапуск
Більша частина комп'ютерних програм та систем являють собою різновид кінцевих автоматів. На жаль, більшість задач програмування потребують створення автоматів з кількістю станів, що вимірюється мільярдами. Це зумовлює практичну неможливість створення застосувань, для яких була би абсолютно гаратнована коректна дія в усіх можливих станах. Завдяки використанню методик надійного програмування та інтенсивному тестуванню імовірність виникнення помилкових ситуацій може бути значним чином знижена, але все одно залишається теоретично можливою ситуація, коли завдяки незвичайному збігу обставин система перейде у непередбачений розробниками стан, коректний вихід з якого не може бути здійснений ані автоматично ані діями користувача.
Перезапуск, тобто встановлення системи у нульовий початковий стан, здатен відновити роботоспроможність системи у випадку виникнення таких проблем.Аварійний перезапуск телефона

## Відладочний перезапуск
Під час виготовлення та стабілізації застосування програмісти та тестувальники часто використовують перезапуск для повторного відслідковування поведінки системи у різних умовах або з різними вхідними даними.

## Перезапуск для застосування змін у лаштунках
Деякі програми (здебільшого ті, що мають працювати довгий час без втручання або з мінімальним втручанням користувача) застосовують лаштунки виключно під час старту, змінити налаштування під час роботи такої програми користувач не має можливості. У такому разі перезапуск програми змусить її використовувати нові, змінені налаштування.